# Schwechat (flod)
Schwechat er en biflod til Donau i den østrigske delstat Niederösterreich. Floden er 62 km lang og udspringer i 893 meters højde i Schöpfl, der er det højeste bjerg i Wienerwald. Fra kilden løber den mod øst til den lige før Alland får sit navn. Kildeflodernes navne er Großkrottenbach,  Riesenbach, Lammeraubach,  Kleinkrottenbach,  Agsbach og Hainbach . Alle kildefloder flyder sammen ved Klausen-Leopoldsdorf, hvor de danner floden Schwechat.
Navnet kommer af det tyske ord Swechant, der betyder den stinkende. Det kan måske hænge sammen med, at der ved Baden udmunder svovlholdige kilder i floden.
Gennem Helenental flyder Schwechat gennem Baden, hvor den udnyttes industrielt, videre til Wienerbækkenet.
I Achau munder Mödlingbach ud i Schwechat, og senere flyder Liesing og Triesting ud i Schwechat. Øst for Mannswörth ved byen Schwechat udmunder floden Schwechat i Donau.